# ودیم نایژنیک
ودیم گنریکوویچ نایژنیک (روسی: Вади́м Ге́нрихович Кни́жник؛ ۲۰ فوریه ۱۹۶۲، کیف - ۲۵ دسامبر ۱۹۸۷، مسکو) یک فیزیکدان شوروی با تبار یهودی و روس بود.

## زندگی‌نامه
نایژنیک از سال ۱۹۷۸ تا ۱۹۸۴ در مؤسسه فیزیک و فناوری مسکو در رشته فیزیک تحصیل کرد. وی دکترای خود را در انستیتوی فیزیک نظری لاندو دریافت کرده‌است. استاد راهنمای دورهٔ دکتری وی پروفسور ا. پولیاکوف بود. باید به این نکته توجه کرد که در زمان دانشجویی ("aspirantship") ودیم، خود یک فیزیکدان درجه یک بود و نظارت و راهنمایی پولیاکوف کاملاً به شکل تشریفاتی بود. در سال ۱۹۸۶ وی به عضویت انستیتوی لاندو درآمد. او تواناییهای برجسته علمی خود را خیلی زود هنگام نشان داد، به طوری که در دبیرستان او دو بار برنده المپیاد فیزیک ملی اتحاد جماهیر شوروی شد. او اولین مقاله علمی خود را (با همکاری پروفسور ال. آندریف) در زمان دانشجویی در سال ۱۹۸۲ نوشت.
او در این مقاله به ویژگی‌های جنبشی بلورهای کوانتومی پرداخته‌است. از سال ۱۹۸۴ او به نظریه میدان کوانتومی روی آورد و کمکهای بسیار مهمی به پیشبرد نظریه ریسمان کرد. " متأسفانه نایژنیک در همان سنین جوانی هنگامی که تنها ۲۵ سال داشت، در اثر سکته قلبی درگذشت.